# Hornádske lúky
Hornádske lúky este o arie protejată (arie specială de conservare — SAC, sit de importanță comunitară — SCI) din Slovacia întinsă pe o suprafață de 66,51 ha, integral pe uscat.

## Localizare
Centrul sitului Hornádske lúky este situat la coordonatele 48°53′35″N 21°06′29″E / 48.893077°N 21.108134°E.

## Înființare
Situl Hornádske lúky a fost declarat sit de importanță comunitară în septembrie 2015 pentru a proteja 1 specie de plante și 2 specii de animale. Situl a fost protejat și ca arie specială de conservare în octombrie 2017.

## Biodiversitate
Situată în ecoregiunea alpină, aria protejată conține 3 habitate naturale: Fânețe de joasă altitudine (Alopecurus pratensis, Sanguisorba officinalis), Păduri de fag Asperulo-Fagetum, Păduri de fag Luzulo-Fagetum.
La baza desemnării sitului se află mai multe specii protejate:
- plante (1): Pulsatilla slavica
- nevertebrate (2): rădașcă (Lucanus cervus), Rosalia alpina